# 天元突破グレンラガン
『天元突破グレンラガン』（てんげんとっぱグレンラガン）は、ガイナックス・アニプレックス・コナミデジタルエンタテインメント製作の日本のロボットアニメ作品。

## 作品概要
全27話として、2007年4月1日から同年9月30日まで、テレビ東京系列局で毎週日曜8時30分〜9時00分に放送された。また、同年4月4日から、BSジャパンで毎週水曜19時00分〜19時30分に、同年4月19日からはAT-Xで毎週木曜11時30分〜12時00分・他でも放送された。その後、TOKYO MX（E!TV枠）・とちぎテレビ・群馬テレビ・BS11（ANIME+枠）で2013年1月5日から同年6月29日まで毎週土曜23時30分〜24時00分に放送された（同時ネット、実質再放送）。物語は前編（第1〜2部）と後編（第3〜4部）の前後2編・全4部で構成されている。主題歌『空色デイズ』の歌詞は1コーラス目と2コーラス目で、それぞれの世界観のテーマに対応している。
16:9比率ハイビジョンサイズで制作されており、アナログ放送でもレターボックス16:9比率で放送されている。本作はガイナックスが単独でアニメーション制作をした初のアニメ作品である。
作品名の「天元」とは、万物生育の根源という意味があり、また囲碁の用語では碁盤の中央（中心）を指す。劇中のキーワードにも螺旋、ドリル、回転など、中央・中心に関連するものが多く見られ、中央突破、王道路線を念頭に置いた作品名といえる。監督である今石洋之の「ドリル」を念頭に置いた原案、基本設定と構成から、脚本の中島かずきが「進化と宇宙での象徴である螺旋」というテーマに乗せ、一人の男の成長劇と、生命と宇宙の進化を描いた巨大ロボット作品となっている。過去の特撮・アニメをモチーフないしパロディとしたメカデザインやシーン描写が多数存在する。本作品に登場するロボットは全編通して「ガンメン」と称され（由来は顔面）、「顔を中心に手足が付属する」という比較的マイナー部類のデザイン系統を採用している。
2006年7月11日に帝国ホテルで製作が発表され、同年に行われた「C3×HOBBY キャラホビ」でも発表された。
2007年文化庁メディア芸術祭アニメーション部門優秀賞、東京アニメアワード2008テレビ部門優秀賞・個人賞（キャラクターデザイン）受賞作品。
劇場版映画として、『天元突破グレンラガン 紅蓮篇』が2008年9月6日に、続編（完結編）『天元突破グレンラガン 螺巌篇』が2009年4月25日に公開された。劇場版の展開に合わせ、テレビシリーズの地上波再放送がテレビ東京系列深夜枠にて度々行われた。
- 2007年10月〜2008年4月（第16話の総集編を除いた全26話を毎週1話ずつ放送。ローカルセールス枠）
- 『2008〜2009年年またぎ 大グレン団祭』 2008年12月28〜30日、2009年1月1〜4日（第1話〜15・17話の計16話を年末年始に7夜で集中放送）
- 『2009大グレン団祭"春"』 2009年4月9日〜6月11日（第18〜最終話の再放送）

## あらすじ
本作は、カミナとの離別まで（第1〜8話）が“第1部”、ニア初登場からテッペリン陥落まで（第9〜15話）が“第2部”、それから7年後の新政府設立から月直撃を食い止めたところまで（第17〜22話）が“第3部”、アンチ=スパイラル母星攻略の銀河決戦まで（第23話〜最終話）が“第4部”とされており、本項もそれに則って記述した。なお、第16話は第1〜2部の総集編となっている。
（特記無き場合は初登場時の設定）
第1部 立志編
これは、まだ自分の運命に気づかぬ一人の男の物語。
地下で暮らすジーハ村の少年シモンは、いつものように得意な穴掘りをしていると、光る小さなドリルと巨大な顔を見つける。その時、突如として村の天井が崩れ、巨大なロボットとライフルを持った少女・ヨーコが落ちてきた。騒ぎの中、シモンは兄貴分と慕うカミナとヨーコと共に巨大な顔に乗り込み、コックピットに小さなドリルを差し込むと、その顔はロボット＝ガンメンとなって姿を現した。シモン達はラガンと名付けたガンメンで、襲いかかる敵ガンメンを打ち破ると、勢いそのままに地盤を突き割り地上へと飛び出す。カミナは人間を襲う獣人からガンメンを奪い、グレンと名付け、ラガンと合体して「グレンラガン」となる。一行は獣人の本拠地を目指して地上を旅する。カミナの元に集まった「大グレン団」はついに要塞型ガンメン・ダイガンザンとの決戦を迎える。しかし、前夜カミナとヨーコの逢瀬を見たシモンは集中を欠き、思うようにラガンを動かせない。シモンはカミナから発破をかけられ、ダイガンザン討伐に成功するが、重傷を負ったカミナは命を落とす。
第2部 風雲編
これは、運命と闘い続ける男の物語。
リーダーのカミナを失った衝撃を隠せない大グレン団。シモンは獣人との戦いの中で、その悲しさを紛らわそうとしていた。そんな中シモンは偶然ガンメンによって廃棄された箱の中から謎の少女を見つける。彼女は人間と敵対する螺旋王ロージェノムの娘、ニアだった。シモンは彼女と大グレン団達によって立ち直っていく。大グレン団は王都テッペリンを目指し、ロージェノム配下のガンメンを打ち破る。死闘の末、シモンはロージェノムを倒し、王都テッペリン陥落に成功する。しかしロージェノムは死に際に「100万匹の猿がこの地に満ちた時、月は地獄の使者となりて螺旋の星を滅ぼす」という不気味な言葉を残す。
第3部 怒涛編
これは、運命に裏切られながらも、自分の道を探し続ける男の物語。
7年の時が流れ、地下から解放された人類は地上で平和な生活を満喫していた。テッペリンには新都カミナシティが建設され、新政府を設立したシモンたちは忙しい日々を送っていたが、ロージェノムが遺した言葉が気にかかっていた。そして100万人目の人類が産まれた直後、人類は自らをアンチ=スパイラルと名乗る謎の敵からの空襲を受ける。ニアはメッセンジャーとして覚醒し、3週間後に月が地球に落ちると宣告する。ロシウは人々の動揺を抑えるため、シモンを逮捕、拘束。多くの人類を見捨て巨大戦艦アークグレンで宇宙に脱出するという苦渋の決断をするが、そこにはアンチ=スパイラルの巨大ムガンが待ち構えていた。シモンはヨーコの助けで脱獄すると、グレンラガンで宇宙に出撃。アークグレンと合体してアークグレンラガンとなり、ムガンを撃破。さらに月に偽装したカテドラル･テラを制御可能にして地球への激突を回避する。しかしニアは地球螺旋力のデータ解析のために召喚され、姿を消す。
第4部 回天編
これは、戦闘因果に支配された宇宙の運命に風穴をあける男の物語。
シモンがニアに贈った指輪を頼りにアンチ=スパイラル母星の位置を掴んだ大グレン団は、カテドラル･テラを超銀河ダイグレンと改名、全ての戦いに決着を付けるべく敵母星へと向かう。途中仲間を失いながらも、シモンはついにニアを探し出し、天元突破グレンラガンでアンチ=スパイラルに勝利。宇宙では他の螺旋族からも喜びの声があがった。仮想生命体であったニアはシモンとの結婚式の途中消滅。シモンはコアドリルをギミーに渡し、旅に出る。20年後、ロシウは宇宙の螺旋族による螺旋族平和会議にこぎつける。ヨーコはヨマコの名で小学校の校長を務める。シモンは旅先から平和会議に飛び立つグラパール隊を見上げ、「天の光は全て星」とつぶやく。

## 登場人物
以下、声の出演は全て日本語版のもの
- シモン - 柿原徹也
- カミナ - 小西克幸
- ヨーコ・リットナー - 井上麻里奈
- ニア・テッペリン - 福井裕佳梨
- ヴィラル、ココ爺 - 檜山修之
- リーロン・リットナー - 小野坂昌也
- ロシウ・アダイ - 斎賀みつき
- ギミー・アダイ、レイテ・ジョーキン - 本田貴子
- ダリー・アダイ、ブータ - 伊藤静
- キタン・バチカ - 谷山紀章
- キヨウ・バチカ（キヨウ・リットナー） - 佐藤利奈
- キノン・バチカ - 植田佳奈
- キヤル・バチカ - 阿澄佳奈
- ダヤッカ・リットナー - 中村大樹
- キッド・コイーガ - 近藤隆
- アイラック・コイーガ、アーテンボロー・コアチッチ - 桐井大介
- ゾーシィ・カナイ - 川上貴史
- ジョーガン・バクサ、ガバル・ドッカー - 四宮豪
- バリンボー・バクサ - 堂坂晃三
- マッケン・ジョーキン - 神永レオ
- テツカン・リットナー、ギンブレー・カイト - 水島大宙
- シベラ・クトー - 寺田はるひ
- シャク村長 - 玄田哲章
- ジョー - 小杉十郎太
- マギン、20年後のロシウ - 中田譲治
- ナキム - 間宮くるみ
- マオシャ - 下屋則子
- 副官 - 東地宏樹
- 螺旋王ロージェノム - 池田成志
- チミルフ - 梁田清之
- アディーネ - 根谷美智子
- シトマンドラ - 陶山章央
- グアーム - 川久保潔
- エピローグのシモン（ナレーション） - 菅生隆之
- アンチ=スパイラル - 上川隆也

## 用語

### アイテム
コアドリル
シモンが発見した親指大の小さなドリル。螺旋力を収束、増幅させる事を可能とする、宇宙の滅亡を指す「スパイラル=ネメシス」を象徴する道具である。ラガンを起動させるキーでもあり、ラガンのコクピット内にある前面パネルに捩じ込み（スピン・オン）、螺旋力を送り込む事でラガンの起動を行う。ロージェノムの侍女6人もコアドリルであり、ラゼンガンを起動させる際コアドリルに変身し、胴体表面の孔にスピン・オンした。また、単体のアイテムとしても機能するらしく、シモンがロージェノムを殴り付ける際に、コアドリルを媒介としてシモンの持つ莫大な螺旋力を発現させていた。
特殊な例として、アンチ=スパイラルとの最終決戦の際、認識が実体化する隔絶宇宙において大グレン団メンバーの下半身がそれぞれの強い意志によりコアドリル化し、天元突破グレンラガンのそれぞれの部位にスピン・オンしている。
エピローグにおいてコアドリルはシモンの手からギミー、ダリーら「次の世代」へと託され、これからも螺旋の力の象徴としてグレンラガンと共に新たな世代へと託され続ける事となる。

### エネルギー等
螺旋力
全てを象徴しているエネルギーで、DNAの螺旋の中に持っている力。「進化する力」「宇宙と生命をつなぐ力」「気合」「恋」など、定義、原動力とされる概念は多く存在する。
これらは遠心加速度のように「気合」と「信念」で螺旋力を加速させ、コアドリルに込める事により無尽蔵の力を発揮するが、過度に使いすぎると疲労する。螺旋力の覚醒次第では、生命の創造まで可能である。その実態は人間の意志で引き出された銀河のエネルギーであり、二重螺旋の力とは別次元で繋がっている螺旋銀河の力を転送させたものである。劇中では主人公シモンがその力を最も強く顕現させ、銀河を生み出す程のエネルギー、最終的にはそれを更に超え宇宙すら生み出す次元にまで高めていった。
螺旋力は二重螺旋の遺伝子を持ち、進化の可能性を持つ（＝有性生殖を行う）生物が有する「進化しようとする力」であり、それらの生物は螺旋生命と呼ばれる。地球上の多くの動物と獣人はロージェノムが創った生物であり、クローンによって繁殖する（＝進化の可能性を持たない）ため螺旋力を持たない。なお「進化する力」といっても種の進化に限らず、個体や文明を進化させる力でもある。第2部と第3部の間で科学技術面で急激な進歩があったのはそのため。故にこうした進歩も「螺旋力の目覚め」と形容されることがある。
ロージェノムの言によると人の形こそが螺旋力を最大限に発揮させる形である。生物はより螺旋力を得られる形を求めて進化していくので、進化の果てに生物はいずれは人型に収斂する。本作においてロボットが人型なのもこの理由による。
螺旋の向きは右回転（時計回り）。また、劇中では緑色の光で表された（ロージェノムのみ赤）。劇場版『螺巌編』では更に青く燃える強大な力が登場している。
最終話ではグランゼボーマのインフィニティ・ビッグバン・ストームと同化したロージェノムを取り込み、緑色から第二層の『虹色』へと変貌、メーターを割り、コクピットに虹色の光が溢れかえった。
螺旋エンジン
螺旋力を動力源とし、搭載しているドリル状の駆動系により莫大なエネルギーを発生させるエンジン。乗り手の螺旋力をガンメンのエネルギーへと伝達している為、乗り手の螺旋力の強さに応じてをガンメンの戦闘力に反映させる。
エンジンの大きさに比例して莫大な螺旋力を必要としており、劇中最大のガンメンである超銀河ダイグレンを超銀河グレンラガンへ変形させるには銀河（小宇宙と同等のエネルギー量）が必要であった。その為、シモンが搭乗したグレンラガン、アークグレンラガンを超螺旋エンジン状へ変形させ、超銀河ダイグレンの超螺旋エンジンのパワーをチャージしていた。
スパイラル=ネメシス
螺旋族が螺旋力をより強力に使おうと進化し続けた結果、その螺旋エネルギーは内から一人一人の人間を食い破り更に進化し、最終的に宇宙最大の螺旋である銀河となる。それらの銀河は過剰化し互いに喰い潰し合い、最終的に宇宙全てを飲み込むブラックホールへとなり、宇宙そのものが無に帰ってしまうという現象。これを阻止する事が、アンチ=スパイラルが元は同族であった螺旋族を滅ぼし、自らの進化の可能性を永遠に封じ込めた理由である。

### 組織・団体
グレン団
元来はカミナがリーダーを務めたジーハ村の不良集団。カミナ、シモン、ヨーコ、リーロンで結成したガンメン討伐隊。獣人からガンメンを強奪したダヤッカらと合流した後は、「大グレン団」と名乗るようになる。紋章はサングラスを掛けた髑髏を象る炎。その装備の大半は、獣人からの強奪品で賄っている為ロージェノム軍から見ればただの盗賊団である。
新政府設立後は大グレン団は解散、要職に就く者もいれば、一般生活をする者、新天地を求めて旅をする者などそれぞれの道を歩んだが、月衝突の際にはシモンの元へ再び集結、「月を破壊する」というシモンの意思の元、「超銀河大グレン団」として再び結成された。地上解放後、学校の歴史の教科書に大グレン団の事が英雄として記載されており、テレビ番組でも英雄譚として放送されている。
エピローグでは、最終決戦において旅立ったキタンをはじめとする大グレン団のメンバーの墓標が、カミナの墓に肩を並べるようにして佇んでいる。その隣には、たくさんの花と共にニアの墓がある。
新政府
第3部より登場。人間の地上解放の際に建設された国家。総司令はシモンで補佐官はロシウ。要職は主に元大グレン団のクルーで編成されている。軍事政権の体裁をとっているが、民主制はある程度整備され、主としてロシウ配下の下記機関に多くのテクノクラートを擁している。
首都はテッペリン跡地に建造されたカミナシティ。
ロージェノムの残したテクノロジーを解析し、瞬く間に文明を構築して生活は豊かになった。が、昔の地下生活を「母なる故郷」と懐かしみ戻ろうとする人間たちと、正確な人口計測の為地下に行かせまいとする新政府との間に紛争が絶えないという負の側面もある。
ロージェノムの最後の言葉を懸念し、多数の研究・調査機関を設立、防衛隊としてグラパールによる部隊を編成している。

### 種族
螺旋族
遺伝子に二重螺旋構造及び螺旋力を持つ生物、特にヒトのことを指し、地球以外の星の住人、いわゆる宇宙人も含まれる。かつてその螺旋の力によって急速な進化と繁殖を遂げた。しかし、アンチ=スパイラルとの大戦が勃発し、螺旋族は敗北して衰退する事となり、それ故に人類は永い年月の間に螺旋力の事もアンチ=スパイラルの事も忘れ去ってしまっていた。
アンチ=スパイラル
声 - 上川隆也
第3部及び第4部にまで亘る本作最大の敵で、反螺旋族であり、別宇宙からの襲来者でもあるが、正体はスパイラル=ネメシスの危機に気付いて己の進化を封印しつつも他の螺旋族を統制する事でスパイラル=ネメシスを永遠に封じ込めようとした「当時、最も進化していた螺旋族」である。人前に見せる姿は人に近い形でありながら肉体や表情はおろか光すらも感じさせない虚無的な姿を形成している。また、より深い絶望を与えるために同等の姿で対象を粉砕するという手段を取っていた他、「肉体の進化は螺旋力を拡大させる」として母星において全ての反螺旋族をコールドスリープさせる事により自らの肉体的成長を止めている。知的生命体に対して時間軸の無限分岐によって発生する多元宇宙を認識した瞬間に実在化させ、その宇宙と入れ替える事で無限の可能性に精神を閉じこめる「多元宇宙迷宮」という能力を持っており、時間空間を超越して多次元に影響を及ぼすことも出来る。また、自らの力で宇宙を生み出してそれら全てを操る力を持つが、ロージェノムはその存在を「宇宙そのもの」と説明している。
先述のように大戦で螺旋族を破り、螺旋族とその末裔達への監視システム及び殲滅システムを宇宙全域に配置したが、地球には月に監視及び殲滅システムを設けた上で地球上にもその端末を人類の目の届かぬ様々な形で配置させ、結果として滅びを免れるために螺旋力の増大を抑えた螺旋族を地下で細々と暮らすよう余儀させた（ある意味アンチ=スパイラル自身の目的に協力することと引き換えに生存することだけは許されていたともいえる）。その後はスパイラル=ネメシスから銀河を守る為に進化も個であることも捨て去り、生命ではない存在に成り果てた上で嘗ての同族をも永遠に虐げ続けるという苦渋の選択をし、自ら決して解放される事の無い絶望と苦悩の底へと入っていくこととなる。人類殲滅システム発動後は超銀河大グレン団及びシモンと対立し、後の互いの全てを出し切った最終決戦では自らの苦渋の決断も存在意義を信念をも否定する超銀河大グレン団やシモンに対して無感情な言葉を投げかけながら並々ならぬ敵意を向け、それまでの無感情な喋り方ではなく封印していた感情を爆発させ、シモン達に「飽くなき欲望の果てにあるのは滅亡のみ、自らの行いに大義があるのか、信念をもてるのか、突き進む覚悟があるのか」と指摘した上で自ら歩んできた永劫に等しい今までの途方もない苦悩と絶望の感情を打ちつける。その後、あらゆる罠と圧倒的な力でシモンたちを追い詰めるが、最終的には信念と信念のぶつかり合いの末に捨て身のラガンインパクト（劇場版ではシモン自身が作り出したドリル）を受けて敗北する。敗北後はシモンの信念を認めた上で彼に対して後を託すかのように「ならば、この宇宙必ず守れよ」と言い残し、最後は隔絶宇宙もろとも消滅した。
仮想生命体
1000年前の大戦後、反螺旋族が螺旋族に対するメッセンジャー・監視等の役割の為に作り出した生命体。人獣問わずあらゆる生命体のDNAに潜伏し、反螺旋族の呼び声によって覚醒するまでは、通常の生命体として存在する。通常の生命体と違い、DNAの末端に至るまで支配されており、生体エネルギーの供給元とも言える反螺旋族が消滅するに伴い仮想生命体も全て消えてしまう。
反螺旋族消滅時、理屈上全ての仮想生命体DNA保持者は消えるのだが、どうやら仮想生命体DNAの遺伝方法は特殊な仕様になっている模様。ロージェノムが作り出した獣人はクローンによってのみ繁殖する為、仮想生命体DNAは存在しない。
獣人
第2部までの作品世界においての支配種族。形状は人間と殆ど変わらない者から、一頭身の毛玉のような外見の者まで多種に渡る。一般に地位の高いものほど長命となり、かつ、人間に近い形状となる。日中しか出撃してこないが、これは、夜は眠らないと細胞が崩壊してしまう為である。ただし夜行性の獣人も存在する。彼等は螺旋王によって生み出されたもので、螺旋力がないため、有性生殖を一切行わず、クローン培養によって個体数を増やす。
螺旋王の死後はカミナシティで人類と共存する者や、新政府に反旗を翻してガンメンに乗って山賊まがいの略奪行為をしている者がいる。
ブタモグラ
ジーハ村で飼われている家畜で、肉は食用に、皮は衣服に、老廃物は発電に、さらには垢を舐め取らせることによる風呂代わりに毛は頑丈なロープに（シモンがコアドリルに通した紐もブタモグラの毛から作ったもの）と利用価値の大きな動物。さらに、土を主食とするため拡張横穴掘り（村を広げる作業）でできた土をそのまま餌にできる。肉は非常に栄養価が高く、また人間が生きるのに必要な栄養素を全て含んでいる。普通はステーキなどにするが生でも食べられる。地上に出てからはシャク（ジーハ村の村長）がブタモグラの料理店をはじめる。子供の頃は人間の肩に乗るほど小さいが、成長すると逆に人間を背中に乗せられるほど大きくなるが、ブータは成長しなかった（ブータは第26話で成長に使わずに蓄積していた螺旋力で人間の形となった事がある）。

### 居住地
王都テッペリン
螺旋王の居城。当世界では唯一の地上にある都市。王宮は螺旋塔を逆さにしたような外見で宙に浮いている。王宮の下方に幾つもの塔が逆さに連なっているような都市が建造されており、謁見の間の全面ガラス張りのような床から都市を眺める事が出来る。名の由来は「天辺（てっぺん）」。
実はテッペリン王宮自体がデカブツという巨大なガンメンである。ガンメンと同様に対アンチ=スパイラル用兵器として制作された。
グレン団によってテッペリンは陥落。跡地にはカミナシティが建築され、以降はニアのセカンドネームとして存在していた。
カミナシティ
第3部より登場。テッペリン攻略後に出来た新生都市。シモンを中心に行われた新政府の設立や法整備の充実など、地中生活を遙かに上回る程、生活水準が向上している。デカブツの胴体部分がそのまま官庁になっている。
都市名の由来は地上解放した大グレン団の創設者であるカミナからとったもので、中央公園には彼の偉業を残したモニュメントが建てられている。
ジーハ村
王都テッペリン/カミナシティから最果ての地にあった地下の村で、シモンとカミナの故郷。ブタモグラの飼育と電気の供給など、生活水準は他の村に比べ安定しているようだ。名の由来は「端（ハジ）」。第1部ではシャク村長により居住区拡張のための穴掘り工事が行われていた。第3部では地上開放後、シャク村長によりブタモグラのステーキがシモンとカミナを育てたジーハ村の名産品としてステーキハウスで販売され成功を収め、チェーン店が展開されていた。
リットナー村
ジーハ村から数キロ離れた所にある村で、ヨーコ、リーロン、ダヤッカ、テツカンの故郷。元々は大昔の螺旋族の兵器保管庫だったところに人が集まって集落となった所だが、保管庫の老朽化に伴い毒ガス兵器が洞窟内に充満、居住が困難になった為にやむなく地上へ移り住む事になり、保管庫に保管していた武器を手に獣人らガンメンと交戦の毎日を繰り広げていた。名の由来は「隣（となり）」。
地上解放後は全ての村民が地上に移り住み平和な毎日を送っていたが、突如上空に出現したムガンの大隊の猛攻になす術無く全滅した。
アダイ村
第5話に登場。地盤が緩い所をカミナ達が移動中に崩れて辿り着いた。貧しい村で家畜や電気などのライフラインも成立していない。ロシウとギミーとダリーの故郷である。名の由来は「間（あいだ）」。
村長はマギン（司祭とも呼ばれる）。地下に置いてあったガンメンを守り神と定め、村人が50人を超えるとクジを引かせ当たった者を地上に追い出す。彼の遵守するその掟にカミナは激怒した。
住人は地上の事を天上と呼んだりカミナ達一行の事を天上人と呼ぶ（DSゲーム版ではギミーとダリーはブータのことを「天上ブタ」と呼んだりした）。ガンメンのことは顔神様（かおがみさま）と呼んでいる。
ドッカナイ村
テッペリン攻略戦においてダイガンドが巻き起した殺人竜巻に誰よりも早く飛び込みそして華々しく散ったバチョーン･ドッカナイの故郷
公式サイトによるとドッカナイ村特産"トウキビナゴ"という食べ物が存在するらしい。名の由来は「ド田舎（どいなか）」。
ドッカナイ村には学校も存在するらしい。
コイーガ村
キッドとアイラックの故郷。名の由来は「外国（がいこく）」。
カナイ村
ゾーシィの故郷。名の由来は「田舎（いなか）」。
ドッカー村
ガバルの故郷。名の由来は「どこか（どっか）」。
コアチッチ村
アーテンボローの故郷。名の由来は「あっちこっち」。
ジョーキン村
マッケンの故郷。名の由来は「近所（きんじょ）」。
バクサ村
ジョーガンとバリンボーの故郷。名の由来は「砂漠（さばく）」。

### その他
「俺（達）を誰だと思ってやがる」
カミナの数多い口上のひとつであり、作中で最も多く発せられた決め台詞。カミナの死後もシモンや大グレン団が、大一番の場面で発した口上である。

## スタッフ
- 監督 - 今石洋之
- 副監督 - 大塚雅彦
- シリーズ構成 - 中島かずき
- キャラクターデザイン - 錦織敦史
- メカデザイン - 吉成曜
- 美術監督 - 平間由香
- 色彩設計 - 高星晴美
- 撮影監督 - 山田豊徳
- 編集 - 植松淳一
- 音響監督 - なかのとおる
- 音楽 - 岩崎琢
- プロデューサー - 山川典夫、笹田直樹、鎌形英一
- スーパーバイザー - 松尾英児
- アニメーション制作 - GAINAX
- 製作 - テレビ東京、電通、アニプレックス、KDE-J

## 主題歌
オープニングテーマ
「空色デイズ」
作詞 - meg rock / 作曲・編曲 - 斎藤真也 / 歌 - 中川翔子
- 第1 - 16話までは1番を、第17 - 26話までは2番を使用された。また第27話（最終話）では挿入歌として使用された。

エンディングテーマ
「UNDERGROUND」
作詞 - 高橋大望 / 作曲・編曲・歌 - HIGH VOLTAGE
- 第1期エンディングテーマとして第1 - 15話に使用された。

「みんなのピース」
作詞 - カッチャン / 作曲 - アッキー / 編曲 - アフロマニア、塚崎陽平 / 歌 - アフロマニア
- 第2期エンディングテーマとして第17 - 最終話に使用された。

挿入歌
「happily ever after」
作詞 - meg rock / 作曲・編曲 - 黒須克彦 / 歌 - 中川翔子
- 第11・15話に使用。また第16話のエンディングテーマとしても使用

## 各話リスト
サブタイトルは第16話を除き、そのエピソード中で発せられたセリフになっている。また各部毎に、言い回しや文字デザインが特徴づけられている。
| 話数 | サブタイトル                     | 台詞元   | 脚本                | 絵コンテ                            | 演出            | 作画監督                                                             | 放送日        |
| ---- | -------------------------------- | -------- | ------------------- | ----------------------------------- | --------------- | -------------------------------------------------------------------- | ------------- |
| 1    | お前のドリルで天を突け!!         | カミナ   | 中島かずき          | 今石洋之                            | 大塚雅彦        | 錦織敦史                                                             | 2007年 4月1日 |
| 2    | 俺が乗るって言ってんだ!!         | カミナ   | 中島かずき          | 佐伯昭志                            | 佐伯昭志        | 本村晃一                                                             | 4月8日        |
| 3    | 顔が2つたあ生意気なッ!!          | カミナ   | 中島かずき          | 大塚雅彦                            | 孫承希          | 近岡直 石原満                                                        | 4月15日       |
| 4    | 顔が多けりゃ偉いのか!?           | カミナ   | 山口宏              | 小林治                              | 小林治          | 小林治                                                               | 4月22日       |
| 5    | 俺にはさっぱりわからねえ!        | カミナ   | 佐伯昭志            | 佐伯昭志 富田浩章                   | 富田浩章        | 貞方希久子 雨宮哲                                                    | 4月29日       |
| 5.5  | 俺のグレンはピッカピカ!!         | カミナ   | 中島かずき          | 栗本宏志                            | 栗本宏志        | 福元敬子（キャラクター） 松田寛（メカニック）                        | -             |
| 6    | てめえら全員湯あたりしやがれ!!   | カミナ   | 大塚雅彦 中島かずき | 板垣伸                              | 板垣伸          | 柴田由香                                                             | 5月6日        |
| 7    | それはお前がやるんだよ!!         | カミナ   | 中島かずき          | 板垣伸                              | 中山勝一        | 本村晃一 雨宮哲                                                      | 5月13日       |
| 8    | あばよ、ダチ公                   | カミナ   | 中島かずき          | 今石洋之                            | 大塚雅彦        | 錦織敦史                                                             | 5月20日       |
| 9    | ヒトっていったい何ですか?        | ニア     | 中島かずき          | 大塚雅彦                            | 岩崎太郎        | 向田隆                                                               | 5月27日       |
| 10   | アニキっていったい誰ですか?      | ニア     | 佐伯昭志            | 木村隆一                            | 栗本宏志        | 中村章子（キャラクター） 平田雄三（メカニック）                      | 6月3日        |
| 11   | シモン、手をどけて。             | ニア     | 佐伯昭志            | 本多康之                            | 森宮崇佳        | 西山忍                                                               | 6月10日       |
| 12   | ヨーコさん、お願いがあります。   | ニア     | 砂山蔵澄            | 木村哲                              | 栗本宏志        | 高村和宏（キャラクター） 平田雄三（メカニック）                      | 6月17日       |
| 13   | みなさん、たーんと召しあがれ。   | ニア     | 砂山蔵澄            | 本多康之                            | 横山彰利        | 平田雄三（キャラクター） 阿部慎吾（メカニック）                      | 6月24日       |
| 14   | 皆さん、ごきげんよう。           | ニア     | 山口宏              | 中山勝一                            | 中山勝一        | 久保田誓                                                             | 7月1日        |
| 15   | 私は明日へ向かいます。           | ニア     | 砂山蔵澄            | 摩砂雪、大塚雅彦 小竹歩、貞方希久子 | 小竹歩 大塚雅彦 | すしお                                                               | 7月8日        |
| 16   | 総集片                           | ヴィラル | -                   | -                                   | 山賀博之        | -                                                                    | 7月15日       |
| 17   | あなたは何もわかっていない       | ロシウ   | 中島かずき          | 鶴巻和哉                            | 大塚雅彦        | 錦織敦史 中村章子                                                    | 7月22日       |
| 18   | 聞かせてもらうぞこの世界の謎を   | ロシウ   | 中島かずき          | 大塚雅彦                            | 篠原俊哉        | 山田正樹（キャラクター） 小田剛生（メカニック）                      | 7月29日       |
| 19   | 生き残るんだどんな手段を使っても | ロシウ   | 中島かずき          | 大塚雅彦                            | 山口頼房        | 本村晃一                                                             | 8月5日        |
| 20   | 神はどこまで僕らを試す           | ロシウ   | 中島かずき          | 中山勝一                            | 下司泰弘        | 芳垣祐介                                                             | 8月12日       |
| 21   | あなたは生き残るべき人だ         | ロシウ   | 中島かずき          | 中村哲治                            | 佐伯昭志        | 柴田由香（キャラクター） 阿部慎吾（メカニック）                      | 8月19日       |
| 22   | それが僕の最後の義務だ           | ロシウ   | 中島かずき          | 大塚健                              | 池畠ヒロ史      | 林明美（レイアウト） 貞方希久子（キャラクター） 雨宮哲（メカニック） | 8月26日       |
| 23   | 行くぞ最後の戦いだ               | シモン   | 中島かずき          | 佐伯昭志                            | 木村隆一        | 平田雄三 小島大和                                                    | 9月2日        |
| 24   | 忘れるものかこの一分一秒を       | シモン   | 砂山蔵澄            | 中山勝一                            | 中山勝一        | 久保田誓 桑名郁朗                                                    | 9月9日        |
| 25   | お前の遺志は受け取った!          | シモン   | 山口宏 中島かずき   | 佐伯昭志                            | 吉田徹          | 貴志夫美子（キャラクター） 中澤勇一（メカニック）                    | 9月16日       |
| 26   | 行くぜダチ公                     | シモン   | 中島かずき          | 大塚雅彦 平松禎史                   | 大塚雅彦        | 平松禎史、平田雄三 阿部慎吾                                          | 9月23日       |
| 27   | 天の光は全て星                   | シモン   | 中島かずき          | 今石洋之                            | 今石洋之        | 錦織敦史（キャラクター） 今石洋之（メカニック）                      | 9月30日       |

## 放送局
| 放送期間                                          | 放送時間                                                  | 放送局         | 対象地域       | 備考                                                                                            |
| ------------------------------------------------- | --------------------------------------------------------- | -------------- | -------------- | ----------------------------------------------------------------------------------------------- |
| 2007年4月1日 - 9月30日                            | 日曜 8:30 - 9:00                                          | テレビ東京     | 関東広域圏     |                                                                                                 |
|                                                   |                                                           | テレビ北海道   | 北海道         |                                                                                                 |
|                                                   |                                                           | テレビ愛知     | 愛知県         |                                                                                                 |
|                                                   |                                                           | テレビ大阪     | 大阪府         |                                                                                                 |
|                                                   |                                                           | テレビせとうち | 岡山県・香川県 |                                                                                                 |
|                                                   |                                                           | TVQ九州放送    | 福岡県         |                                                                                                 |
| 2007年4月4日 - 10月3日                            | 水曜 19:00 - 19:30                                        | BSジャパン     | 日本全域       | BS放送                                                                                          |
| 2007年4月19日 - 10月18日                          | 木曜 11:30 - 12:30                                        | AT-X           | 日本全域       | CS放送 / リピート放送あり                                                                       |
| 2013年1月5日 - 6月29日                            | 土曜 23:30 - 翌0:00                                       | TOKYO MX       | 東京都         | 『E!TV』枠 / 東京都内では実質再放送。 / 第16話は未放送。                                        |
|                                                   |                                                           | 群馬テレビ     | 群馬県         | 群馬県内では実質再放送。 / 第16話は未放送。                                                     |
|                                                   |                                                           | とちぎテレビ   | 栃木県         | 栃木県内では実質再放送。 / 第16話は未放送。                                                     |
|                                                   |                                                           | BS11           | 日本全域       | BS放送 / 『ANIME+』枠 /実質再放送。 / 第16話は未放送。                                          |
| 2017年7月13日 - 10月5日 2017年10月12日 - 12月29日 | 木曜 2:14 - 2:44（水曜深夜） 木曜 2:45 - 3:15（水曜深夜） | 朝日放送       | 近畿広域圏     | 『水曜アニメ〈水もん〉』第1部 『水曜アニメ〈水もん〉』第2部 提供クレジットは省略 第16話は未放送 |
| 2023年9月13日 - 2024年3月20日                     | 水曜 23:30 - 木曜 0:00                                    | BS松竹東急     | 日本全域       | BS放送 第6話は解放版を放送 第16話も放送                                                         |

上記の朝日放送は、放送10周年を記念してTOKYO MXおよびBS11での再放送に連動した放送となる。

## 備考
- 各話ラストで「つづく」のテロップを挿入する演出は、『トップをねらえ!』から続くガイナックスオリジナル作品で用いられる演出スタイルであり、また最終話のサブタイトルをSF小説から借用するのもこれを踏襲している（正確には庵野秀明のスタイル）。本作最終話での元となった『天の光はすべて星』（フレドリック・ブラウン著）は2008年9月に復刊されており、中島かずきが巻末エッセイを寄せている。
- 上記以外にも本放送終了後の10月から一部のテレビ東京系列では深夜枠での再放送がされていた[注 7]。
- シナリオコンセプトとして、作者の石川賢が死去した事で未完となっていたゲッターロボサーガのオマージュを描くという意図がある[10]。脚本、構成を担当した中島かずきは最終決戦において、同じく石川の代表作である「『虚無戦記』をやろうと思った」と語っている[11]ほか、「（石川先生の死で）完結できなかったゲッターの魂を受け継ぎ、風呂敷を畳むのが自分の仕事だ」とコメントした[10]。中島自身は自身を「ゲッター者」と自負する程のゲッターロボのファンであり、長年の石川担当編集者でもあった。
- 他にも多くの特撮、アニメ、漫画作品のオマージュを数多く内包しているが、今石監督と中島かずきの両名がメディアインタビューにおいて、イメージ的に影響を受けている作品の一つとして幾度か名前を挙げているのが、映画版『仁義なき戦い』である[12]。またコメンタリーでは、出崎統作品演出へのリスペクトが、中島をはじめとしたスタッフによって語られている。
- 2014年10月現在まで、全日帯で同時刻ネットされたGAINAX制作アニメは本作が最後である。

## 派生映像作品

### 劇場版
『劇場版 天元突破グレンラガン 紅蓮篇』
読みは「げきじょうばん てんげんとっぱグレンラガン ぐれんへん」。
劇場版第1弾。2008年9月6日公開。上映時間113分。テレビ版第1部からシモンの復活、四天王全員を撃破するまでの内容を再構築した総集編となっており、シモンとカミナの男の友情と、シモンの成長を中心に描いた物語となっている。
全国11スクリーンという小規模公開ながら、観客の最終動員数は8万人、最終興行収入は1.5億円を達成している。
『劇場版 天元突破グレンラガン 螺巌篇』
読みは「げきじょうばん てんげんとっぱグレンラガン らがんへん」。
劇場版第2弾。2009年4月25日公開。上映時間130分。ロージェノム軍との戦いからテレビ版第4部の結末までを再構築した物語。シモンとニアの愛と、シモンという男の生き様を中心に描いた物語となっている。
全国28スクリーン公開と、『紅蓮篇』と比較して配給数が大幅に増えている。ぴあのミニシアターランキングにおいて、4週連続1位を記録した。

#### 制作
螺巌篇では、天元突破ガンメン部隊の登場などにより、最終決戦の演出が大幅に変更されている。当初はテレビ版と似た演出の予定だったが、前作紅蓮編のドテンカイザンのインパクトを超えるには、『全員天元突破だろ』と、この変更にしたと言う。

#### スタッフ（劇場版）
- 原作 - GAINAX・中島かずき
- 監督・メカ作画監督 - 今石洋之
- 副監督 - 大塚雅彦
- 脚本 - 中島かずき
- 絵コンテ - 今石洋之、錦織敦史（紅蓮篇）
- 演出 - 大塚雅彦、上村泰（螺巌篇）
- キャラクターデザイン・総作画監督[18]・キャラクター作画監督 - 錦織敦史
- メカデザイン、アバンタイトル（紅蓮篇） - 吉成曜
- テロップデザイン（螺巌篇） - 上杉季明、真鍋義明
- モニターデザイン - 荒井宏文
- デザインワークス - コヤマシゲト
- アイキャッチ - 今石洋之、錦織敦史・雨宮哲（紅蓮篇）
- 美術監督 - 平間由香（美峰）
- 美術設定（紅蓮篇） - 藤瀬智康
- 色彩設計 - 高星晴美
- 撮影監督 - 山田豊徳
- CG（紅蓮篇） - 小宮智彦
- 3DCGI（螺巌篇） - サンジゲン
- 3DCGIプロデューサー（螺巌篇） - 松浦裕暁
- 編集 - 植松淳一
- 音響監督 - なかのとおる
- 音響効果 - 小山健二（サウンドボックス）
- 音楽 - 岩崎琢
- エグゼクティブプロデューサー - 植田益朗、武田康廣（紅蓮篇）、外山晃久、安田猛、橋荘一郎、高田佳夫
- プロデューサー - 鳥羽洋典、武田康廣（螺巌篇）
- アニメーション制作 - GAINAX
- 製作 - 劇場版グレンラガン製作委員会（アニプレックス、ガイナックス、コナミデジタルエンタテインメント、角川書店、テレビ東京、電通）
- 配給 - 角川書店、クロックワークス

#### 主題歌（劇場版）
（全作詞 - meg rock、歌 - 中川翔子）
紅蓮篇
主題歌「続く世界」
作曲 - 藤末樹 / 編曲 - nishi-ken
挿入歌「happily ever after」
作曲・編曲 - 黒須克彦

螺巌篇
主題歌「涙の種、笑顔の花」
作曲 - 黒須克彦 / 編曲 - nishi-ken
挿入歌「空色デイズ -天元突破EDITION-」
作曲 - 齋藤真也 / 編曲 - 齋須憲祐
「涙の種、笑顔の花」のグレンラガン盤（アニメ盤）には、「空色デイズ -天元突破EDITION- 螺巌篇」として収録されている。

### OVA
「第5.5話 俺のグレンはピッカピカ!!」のサブタイトルで、ニンテンドーDS版ゲームの特典DVDとして制作された。
ストーリー
アダイ村を離れて旅を続けるカミナ一行。その途中、カミナはグレンをピッカピカにするよう現れた少女に頼むが、それは獣人の罠だった。

登場キャラクター
ジギタリス
声 - 宮下栄治
褐色の獣人。グレンを奪う。
ティトリー
声 - 門脇舞以
獣人の少女。カミナたちの前に現れ、グレンを洗浄すると見せかけて奪う。

登場兵器
ウサピョン
ジギタリスが使うウサギ型ガンメン「ザウレッグ」だが、カミナが奪って使った。ラガンと同様の合体機構を備える。
ウサピョンラガン
グレンを奪われたカミナが、グレンの代わりにウサピョンをボディとしてラガンを強引に合体させた形態。腕がないため、足の攻撃をメインにする。
メガヘッズ
ティトリーの乗るガンメン。ザウレッグと合体して頭部と腕になる。

スタッフ
- 脚本 - 中島かずき
- 絵コンテ・演出 - 栗本宏志
- ゲームオリジナルキャラ設定 - 伊藤智子
- ゲームオリジナルメカ設定 - 雨宮哲
- ゲームオリジナルキャラ設定色彩設定 - 玉谷純

### グレンラガン パラレルワークス

#### グレパラ1
『グレパラ 〜グレンラガン パラレルワークス〜』
劇場版公式サイトで2008年6月16日から、週代わりで公開されていた新作ミュージッククリップ。26話で登場した『多元宇宙』(パラレルワールド)による解釈という形で、本編とは別の世界観で描かれる約3分程度の映像。台詞はなく、劇中BGMと共に流れる。第2弾の製作も発表された。
渡辺敬介
使用曲「ラップは漢の魂だ!無理を通して道理を蹴っ飛ばす!俺たち大グレン団のテーマを耳の穴かっぽじってよ〜く聴きやがれ!!」
中世の世界観を舞台に、シモン(21歳)、カミナ、ヴィラルの三人が「悪者(アンチロージェノム)」を打ち倒す話。シモンとニア、カミナとヨーコ、ヴィラルとツーマの関係も描かれ、ガンメンは出ないものの「王道」を意識している。
SUEZEN
使用曲「BafBaf!そんなに燃えるのが…好きかい?」
ヴィラルがパチスロ型ガンメン「バンメン」に挑む話。後半からはカミナ、ヨーコ、シモンの3人がバンメンに挑む。
小島大和
使用曲「ボインVSボイン」
和風グレンラガン。あくまで登場する人物はグレンラガンに登場するキャラ「っぽい人」を想定している。
益山亮司
使用曲「お前の×××で天を衝け!!」
カミナが悪役となり、ダイグレンで獣人を苦しめる。それに対してヴィラルや四天王がグレン団対抗組織「赤い尻尾」となり悪のカミナへ挑む、と言う本編とは善悪が逆転した世界観が舞台。
板垣伸
使用曲「ラップは漢の魂だ！己を信じて天を指差す怒涛の男・カミナ様のテーマを耳の穴かっぽじってよ〜く聴きやがれ!!」
全裸のギミーが自らの指一本で、シモン、カミナ、ヨーコに喧嘩を売る。DVDの解放版6話「見てぇもんは見てぇんだ!!」を意識した作りになっている。
雨宮 哲
使用曲「合体なんてクソくらえ!!（合体挿入曲第一番 ハ短調アレグロ K2564）」
シモンやカミナなど本編のキャラは一切出ず、オリジナルキャラクターの戦いになっている。ラガンに乗る少年サケビと白いグレンに乗るヒビキが、デザインがマイナーチェンジされたグレンラガンMk-IIに乗って仲間達と共に敵戦艦に戦いを挑む。
山賀博之
使用曲「"Libera me" from hell」
スチル写真で作った実写PV。実際に2008年1月にオーストラリアへ行って撮影した写真を使っている。
吉成曜
使用曲「お前ら全員燃えてしまえっ!!!」
本作のみ原作とのパラレルワールドではなく、本編の過去編となっている。ロージェノムの幼年期からアンチ=スパイラルとの戦争、そしてアンチ=スパイラルに滅びのイメージを見せられて仲間達を裏切り、螺旋王として君臨して人間を弾圧するまでを描く。原画には吉成曜の他にすしお、久保田誓、今石洋之らが参加している。
『紅蓮篇』のプロローグにおいて、本作映像が使用された。

#### グレパラ2
『グレンラガン パラレルワークス2』
2010年5月26日発売の完全新作映像ミュージッククリッププロジェクト第2弾。
林明美
使用曲「The sense of Wonder」
歌姫ニアと奴隷シモンの逃避行の話。ニア以外のメインキャラはロージェノムの奴隷として登場。
劇団イヌカレー
使用曲「オレノxxxハウチュウヒトツ」
影絵や紙人形などを使った独特な映像表現作。
西垣庄子
使用曲「さよならダイグレン」
決戦の最中、ギミーとダリーはネズミを追ってダイグレンを探検していると不思議な人物と出会った。
小竹歩・道解慎太郎
使用曲「BIG BUILDING」
シモンとロシウが、全身タイツのような一つ目ロボットに乗って、着ぐるみのような敵と戦う。
山口智
使用曲「キヤルのマジカルタイム、三分前。」
魔法少女もの。普通の女子高生のキヤルがガンメン風の小生物を魔法のステッキにしてマジカルアイドルに変身する。
佐伯昭志・阿部慎吾
使用曲「ガンメンシンフォニア」
作画・阿部慎吾、演出・佐伯昭志。ロケット実験のPRフィルム風にガンメンやグレンラガンを紹介・解説、グレンラガンシステムと称して色んなグレンラガン合体形態が紹介される。
すしお
使用曲「キタンゼロ」
黒の兄妹の4人が荒野のならず者たちと対決する。

### キラメキ☆ヨーコBOX
『天元突破グレンラガン キラメキ☆ヨーコBOX 〜Pieces of sweet stars〜』
2009年5月27日に発売されたヨーコにスポットを当てたスピンオフ映像。錦織敦史が企画・演出した新作映像『S.t.a.r.S』プロモーションビデオが収録される。特典映像として井上麻里奈のインタビューも収録。
作曲・編曲 - 高田暁 / 作詞 - 松室麻衣

## 漫画

### コミカライズ版
『月刊電撃コミックガオ!』にて2007年6月号（2007年4月27日発売）より連載開始。月刊電撃コミックガオ!の休刊後は、月刊コミック電撃大王にて連載された。作画担当は森小太郎。単行本全10巻。
内容は基本的に原作準拠だが、一部変更されている箇所もある。2巻の後書きでは今石洋之が「テレビ版では拾いきれなかったキャラの関係やディテールが補完されている」と語っている。また展開の打ち合わせには中島かずきも関わっている。
- 第1巻 2007年9月27日発売 ISBN 978-4-8402-4057-4
- 第2巻 2008年3月27日発売 ISBN 978-4-8402-4253-0
- 第3巻 2008年11月27日発売 ISBN 978-4-04-867441-6
- 第4巻 2009年6月27日発売 ISBN 978-4-04-867928-2
- 第5巻 2010年3月27日発売 ISBN 978-4-04-868511-5
- 第6巻 2010年11月27日発売 ISBN 978-4-04-868995-3
- 第7巻 2011年6月27日発売 ISBN 978-4-04-870627-8
- 第8巻 2012年1月27日発売 ISBN 978-4-04-886284-4
- 第9巻 2012年9月27日発売 ISBN 978-4-04-891024-8
- 第10巻 2013年6月27日発売 ISBN 978-4-04-891771-1

主な特徴
- 1話のプロローグ部分はヨーコらリットナー村の面々がガンメンと戦うシーンへ変更。陥没に巻き込まれたガンメンをヨーコが追いかける形で物語が始まる。
- ヴィラルによって黒の兄弟の故郷であるバチカ村が焼かれた事になっている。
- キタンら黒の兄弟の初登場回が変わっている。
- アダイ村のマギン司祭の過去などのエピソードが追加されている。
- テレビ版6話に値する温泉回はDVDの解放版を元にして一部展開が変わっている。
- カミナがシモンの腕に布を巻いてやるシーンが追加されている。
- ダヤッカとキヨウ、ロシウとキノンなど序盤から人間関係が掘り下げられている。
- アニメ（テレビ版および映画版）では地球に残っていたキヤルが超銀河大グレン団に参加しており、本作オリジナルガンメン「天元突破キングキタン」にパイロットとして搭乗する。
- 最終決戦はテレビ版と劇場版の混成となっておりゾージィ、ジョーガン＆バリンボー、キッド、アイラック、マッケンは死亡するが最終決戦では天元突破ガンメンが登場する。

### 紅蓮学園篇
『月刊コンプエース』（角川書店）2008年10月号より連載していたパラレルワールドの学園漫画。ストーリー構成・財津A司、作画・吉川かば夫。単行本全1巻。

### 螺旋少年譚（スパイラルボーイ）
『月刊コンプエース』（角川書店）2009年8月号から2010年3月号にかけて連載していたパラレルワールドの作品。作画・たくま朋正。単行本全1巻

### 男一匹編・男どアホウ!編・決戦!男組編
アニメ本編DVDシリーズの特典ドラマCDを漫画化。『月刊ヒーローズ』（ヒーローズ）2013年9月号から2014年1月号にかけて「男一匹編」を、同誌2014年2月号から2015年4月号にかけて「男どアホウ!編」を連載。同誌2015年7月号から「決戦!男組編」を連載中。同誌2015年5月号には「男どアホウ!番外編」が掲載された。作画・ののやまさき。

## ノベライズ
小学館ガガガ文庫より刊行。全4巻。執筆は2巻までが砂山蔵澄、3巻からは中島かずきが担当。当初は全3巻の予定であったが、小説という媒体では想定外に字数が多くなったため分けられた。
第1巻は第1部終了まで、第2巻は第2部終了までの話。内容はテレビ版に準拠しているが、変更されている部分もある。
- 第1巻 2007年8月発行 ISBN 978-4-09-451021-8
- 第2巻 2007年10月発行 ISBN 978-4-09-451034-8
- 第3巻 2008年2月発行 ISBN 978-4-09-451055-3
- 第4巻 2008年12月発行 ISBN 978-4-09-451105-5

## ラジオ番組
音泉突破グレンラガンラジオ
音泉にて毎週月曜日配信。パーソナリティは柿原徹也、井上麻里奈、小西克幸。
ラヂオ天元突破グレンラガン
ラジオ大阪、文化放送にて毎週土曜日放送。パーソナリティは柿原徹也、井上麻里奈。

## ゲーム

### 天元突破グレンラガン 超絶発掘ONLINE
2007年4月6日からクローズドβテストの募集が開始されたが、不具合が発見された為、2007年7月27日にサービス中止が発表された。

### ニンテンドーDS版
ニンテンドーDS用ソフト『天元突破グレンラガン』が、2007年10月25日にKONAMIから発売。ジャンルは「必殺技収集ドリルアクション」となっており、タッチペンを使った穴掘り・戦闘などがある。

### 携帯アプリ版
「コナミネットDX」では、2007年7月11日からiアプリ、2007年8月1日からS!アプリとして『天元突破グレンラガン』が配信されている。
iモード公式サイト「エヴァ&GAINAX iゲーム」で、2007年9月26日より第6話「てめえら全員湯あたりしやがれ!!」を題材としたiアプリ『グレンラガン温泉湯あたり』(アクションゲーム)が配信されている。
ソーシャル・ネットワーキング・サービス「Mobage」では、2013年2月1日から『天元突破グレンラガン 団結のとき』が配信されている。2013年7月2日からはスマートフォン版のmixiでも利用可能になった。

### スマートフォンアプリ版
2022年10月26日より、台湾、香港、マカオ向けに『天元突破紅蓮螺巖』がiOS、Androidアプリとして配信されている。WANDA CINEMAS GAMES、Aniplex（Shanghai）による共同開発で、KLabがプロジェクト参画している。配信元はHOOLAI GAME LIMITED。

### カードゲーム
『天元突破グレンラガン ドリル銀河大戦カードゲーム』は、本作を原作としたトレーディングカードゲーム。カードと共にフィギュアが同梱された「フィギュアパック」が販売されている。2007年7月26日に第1弾「兄弟合体」編が登場した。
タイアップとしてトレーディングカードゲーム『ヴァイスシュヴァルツ』にも参加しており、2018年1月26日より発売された。

### BEMANIシリーズとのコラボレーション
コナミデジタルエンタテインメントの音楽ゲーム「BEMANIシリーズ」とのコラボレーションとして、BEMANIシリーズのアーティスト・Tatshが本作のキャラクターソングを製作、キャラクターの声優が歌い、当時のBEMANIシリーズ新作にプレイ楽曲として収録された。
BREAK THROUGH THE DREAM / Tatsh feat. シモン&カミナ
2007年7月12日発売のPlayStation 2版『pop'n music 14 FEVER!』に収録（ジャンル名「グレンラガン」）。
楽曲の担当キャラクターとして、ポップンキャラのニャミがシモンの、ミミがカミナのコスプレをして、本作を意識したアクションを見せる。
2009年時点において、アーケード版での収録はないが、『pop'n music 17 THE MOVIE』のゲーム内イベント「第一回ポップン映画祭」にて、作中の名台詞「俺を誰だと思っている！」が引用されていた。
Trust / Tatsh feat. ヨーコ
2007年8月22日に稼動したアーケード版『Dance Dance Revolution SuperNOVA 2』以降のシリーズに収録。ゲーム版の曲名は「Trust -DanceDanceRevolution mix-」。日本版だけでなく、北米版・欧州版にも収録されている。
楽曲のプレイ中、背景にPVとして本作のアニメムービーが流れる。同曲は後に、2008年2月21日に発売されたPS2版『DDR SuperNOVA 2』に収録された。
2011年10月20日にはTatshのアルバム（後述）発売記念として『beatmania IIDX 19 Lincle』に別アレンジ版の「Trust -MATERIAL ver- (IIDX Edition)」が収録された（ムービーは収録されていない）。こちらは2014年9月17日より『beatmania IIDX 22 PENDUAL』の稼働をもって削除されている。
上記2曲はWEBラジオ『音泉突破グレンラガンラジオ』の新オープニング&エンディングテーマにもなっていた。また、2007年7月25日には『天元突破グレンラガン キャラクターソング』として、上記2曲のフルサイズバージョンとカラオケバージョン、ゲームサイズバージョンを収録した音楽CDも発売された。「Trust」は作曲者・Tatshのアルバム『MATERIAL』（2011年10月27日発売）にも収録されている。

### スーパーロボット大戦シリーズへの登場
バンダイナムコエンターテインメントより発売されているシミュレーションRPGシリーズ「スーパーロボット大戦シリーズ」のシリーズ数作品にも登場（シリーズでは「参戦」と呼称する）している。
第2次スーパーロボット大戦Z 破界篇（2011年4月14日発売）・再世篇（2012年4月5日発売）
初参戦。ストーリーは前編の『破界篇』でテレビ版第1・2部および『紅蓮篇』が、後編の『再世篇』で第3部および『螺巌篇』の一部がストーリーに組み込まれている。また、本作のオマージュ元の一つであるゲッターロボシリーズの『真ゲッターロボ 世界最後の日』と共演している。
『グレンラガン』の世界観が再現、内包されている大陸は、アフリカ大陸の南部にあるエリア「暗黒大陸」として扱われ、時空の歪みにより隔絶、侵入不可能になっていたというもの。本作のキーワードである「百万匹の猿」は「百億匹の猿」となっているなど、設定は他作品との兼ね合いで変更されている。敵味方を含めて、超銀河グレンラガン以降の機体は一切登場せず、代わりにスーパーロボット大戦オリジナルの機体「アンチ・グレンラガン」が敵として登場し、これと決着を付けることで一区切りとなる。その際、原作とは違い、ニアは一旦メッセンジャーから解き放たれている。
スーパーロボット大戦モバイル（2012年1月24日配信）
iモード向けのライトゲーム。『紅蓮篇』が参戦。
スーパーロボット大戦Card Chronicle（2012年9月12日配信）
Mobageで配信。2013年2月1日のアップデートからテレビ版および『紅蓮篇』、2013年9月1日のアップデートから『螺巌篇』が参戦。
スーパーロボット大戦Operation Extend（2013年7月18日配信）
『第2次Z』とは違い、世界観の再現などはなく一部のみの参戦。別世界から転移してきたという設定で、元の世界へ戻れるまで、主人公の所属部隊「コネクト・フォース」に協力することとなる。カミナが死ぬことなく最後まで運用可能なほか、グレンラガンはシモン・カミナ・ヨーコ・ブータの4人乗りとなっている。ヴィラルも「元の世界に帰るまでは休戦」と称して、終盤にコネクト・フォースに加入する。
第3次スーパーロボット大戦Z 時獄篇（2014年4月10日発売）・天獄篇（2015年4月2日発売）
『第2次Z』の続編。テレビ版及び『螺巌篇』が参戦。同じガイナックス作品の『トップをねらえ!』、『トップをねらえ2!』（『天獄篇』より）と共演している。
『時獄篇』ではストーリーの途中で再度アンチ=スパイラルが活動を開始し、同時にニアも再びメッセンジャーとなる。最終局面で『第2次Z』に登場しなかったグランゼボーマと決戦を行う。そのため、アンチ=スパイラルは『時獄篇』におけるラストボスとなる。また、終盤でキタンが永久離脱する。
『第2次Z』でアンチ=スパイラルが自軍側に合わせてアンチ・グレンラガンで戦ったのに対し、今回はこの決戦シナリオに限り全作品のユニットたちが天元突破状態という展開となる。
スーパーロボット大戦X-Ω（2015年10月5日配信）
スマートフォン用アプリ。2016年9月から『紅蓮篇』、2017年8月から『螺巌篇』が参戦。
スーパーロボット大戦X（2018年3月29日発売）
テレビ版と『螺巌篇』が参戦。『グレンラガン』の世界観は異世界「アル・ワース」の「獣の国」として組み込まれている。また、本作はシモンはニアを探すため放浪の旅をしている。そのためキタンやヨーコ、ギミー＆ダリー兄妹、ロシウの参戦と後半以降の展開となる。螺旋族が壊滅しているため、ヴィラルは当初山賊まがいの行動をとっていたが、シモンに危機を救われ行動を共にする。また、ニアに関しては当初青戸工場で保護されていたが、ドアクダー軍団に捕まって、メッセンジャーにされた独自設定となっている。アンチ=スパイラルとの決戦時には、『時獄篇』同様全機体天元突破状態となる。
また、ニアは最後に消滅するが、本作ではロージェノムと共に復活し、通常の人間と同等の寿命で生きられるようになる。

### その他のコラボレーション
過去には『ファンタシースターポータブル2 インフィニティ』とガイナックスのコラボレーション企画にて今作にちなんだ武器やコスチュームが登場していたり、『プリンセスメーカー5 ポータブル』といったガイナックスが制作に携わっているゲームにも小道具が登場している。エヴァ＆GAINAX内のアバターの衣装にも登場している。また、『大戦略WEB』、『フリージングヴァイブレーション 聖痕の翼』、『ドラゴンシャウト』、『ビーナスイレブンびびっど!』、『モンスターストライク』、『ハードコア・メカ（Nintendo Switch版）』、『サモンズボード』でも期間限定でコラボしている。

## 舞台
『天元突破グレンラガン 〜炎撃篇〜』として「其の壱」が全労済ホールスペース・ゼロで2014年10月22日 - 27日にかけて、「其の弐・其の参」がシアター1010で2015年9月17日 - 22日にかけて公演された。公演の模様はDVD化されている。
| 「其の壱」のスタッフ - 脚本：町田誠也（R:MIX） - 演出：IZAM（ベニバラ兎団） 「其の壱」のキャスト - シモン - 伊藤孝太郎 - カミナ - 本川翔太 - ヨーコ - 柴小聖 - ニア - 大野未来 - リーロン - 澤田拓郎 - キタン - 千葉誠太郎 - ロシウ - 髙﨑俊吾 - キヨウ - 中島愛里 - キノン - 小川真奈 - キャル - 望月海羽 - ギミー - 古畑恵介 - ダリー - 礒部花凜 - ヴィラル - 峯田大夢 - ロージェノム - 藤井陸平 - チミルフ - 山本健史 - アディーネ - 麻亜里 - シトマンドラ - 小波津亜廉 - グアーム - トクダタクマ - ダヤッカ - 宮崎卓真 - キッド - 大島洸士 - アイラック - 森輝弥 - アーテンボロー - 小鳥遊たかし - ジョーガン - 柳澤友規 - バリンボ－ - 福井成明 - ゾーシィ - 蒼井陣 - テツカン - 渡部慎 - マッケン - 親泊義朗 - レイテ - 稲村優奈 ※アンサンブルとダンサーは除く。 | 「其の弐・其の参」のスタッフ - 脚本：川尻恵太 - 演出：IZAM 「其の弐・其の参」のキャスト - シモン - 伊藤孝太郎 - ニア - 知念沙也樺 - ロシウ - 松本寛也 - キノン - 小林亜実 - ヨーコ - 柴小聖 - ギミー - 北村悠 - ダリー - 栗田恵美 - ヴィラル - 峯田大夢 - キタン - 千葉誠太郎 - リーロン - 澤田拓郎 - キヨウ - 浜田翔子 - カミナ - 本川翔太 - シベラ - 若林倫香 - ギンブレー - 佐伯恵太 - キャル - 望月海羽 - ダヤッカ - 宮崎卓真 - アイラック - らむだーじゃん - ゾーシィ - 中口翔 - キッド - 溝口優 - ジョーガン - 大石夕貴 - バリンボー - 水沼天孝 - アーテンボロー - 鈴木浩文 - テツカン - 笹木皓太 - マッケン - 堤裕樹 - レイテ - 稲村優奈 - アンンチスパイラル - 野久保直樹 ※アンサンブルとダンサーは除く。 |

## ガイナックス社内の不祥事とプロデューサーの降板
『天元突破グレンラガン』第4話の放映終了後、それまでの前3話とはいささか作風が異なる小林治の作画に批判的な意見（「作画崩壊」と揶揄された）が同アニメの公式ブログなどに相次いで書き込まれた。ほどなく、それらの意見に反発するガイナックス社員がmixiの日記に視聴者に対する暴言を書いていたことが発覚した。同時に、この社員は第1話放映終了後に2ちゃんねるに立てられた本作品を誹謗する内容のスレッドに対しても暴言を書いていたこと、さらにはこの日記内容に同調するコメントをつけたmixiユーザーの中に、ガイナックス取締役で本作品アニメーションプロデューサーの赤井孝美がいたことが判明した。この結果、最終的に赤井が取締役とアニメーションプロデューサーを辞する事態へと発展した

。

## イベント
- 2007年8月5日、公式ファンイベント『夏だ!ドリルだ!グレンラガン祭 大グレン団総決起集会!!』が開催された。
- 2008年8月10日、東京厚生年金会館で劇場版『天元突破グレンラガン 紅蓮篇』の公開を記念して、前夜祭イベントが開催された。

## DVD
- 第1巻 - 特典DVD「ヨーコが行く」が収録されている。
- 第5巻 - ドラマCDのジャケットが、漫画家島本和彦の手により描かれている。また、本編やドラマCDにおいて、島本和彦の作品、『逆境ナイン』や『燃えよペン』での台詞が使用されている。

## パチンコ・パチスロ
- パチンコ：CR天元突破グレンラガン（ミズホ、2016年2月）
- パチスロ

パチスロ 天元突破グレンラガン極（スパイキー（開発は七匠）、2018年6月）
パチスロ 天元突破グレンラガン（七匠、2019年8月）
「極」の方はボーナスと最低100ゲーム（最高で次回ボーナスまで無限）のRTでメダルを増やしていくA+RT機。無印の方はAT機で、疑似ボーナスでメダルを増やしていくタイプ。